# Suncor Energy Center

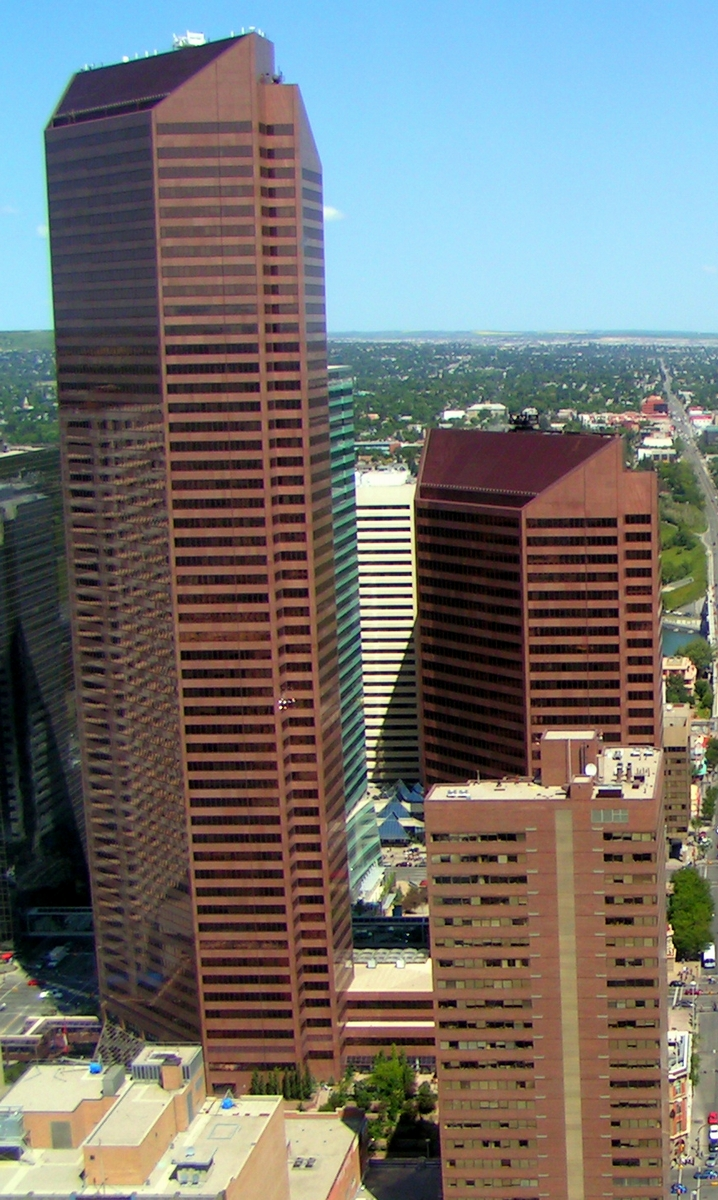
Le complexe de deux tours du Suncor Energy Centre

Le Suncor Energy Centre est un complexe de gratte-ciel situé à Calgary au Canada. Il a été bâti en 1984, mesure 214,9 mètres de hauteur et compte 53 étages.
La tour Suncor Energy Centre I était le plus haut édifice de la ville, devant les 212,3 mètres et 49 étages prévus du Eighth Avenue Place I, en cours de construction, et devant les 197 mètres et 52 étages des tours jumelles Bankers Hall. Elle a été reléguée au second rang de hauteur depuis la construction de la tour Bow, qui atteint 236 mètres et 56 étages.  
La tour Suncor Energy Centre II mesure 130 mètres, compte 33 étages, et se classe 20e parmi les plus hauts édifices de Calgary. 
Les bâtiments sont l'œuvre du cabinet d'architecte WZMH. Ils abritent le siège de la société pétrolière Suncor, et s'appelait précédemment Pétro-Canada Center, nom d'une des sociétés ayant participé à la fusion donnant Suncor.